# Europäische Olympische Komitees
Die Europäischen Olympischen Komitees (kurz EOK; englisch European Olympic Committees, EOC; französisch Comités Olympiques Européens, COE) sind der Dachverband der Nationalen Olympischen Komitees (NOKs) in Europa.

## Geschichte
Die EOK zählen derzeit 50 Mitglieder, ihr Sitz ist in Rom. Aufgabe der EOK ist die Verständigung der NOKs untereinander sowie die Vertretung der EOK-Interessen gegenüber dem IOC und den internationalen beziehungsweise europäischen Sportfachverbänden, unter anderem als Teil der Vereinigung der Nationalen Olympischen Komitees. Daneben unterstützen die EOK die Ausrichtung der Europaspiele, der Spiele der kleinen Staaten von Europa und der Europäischen Olympischen Jugendfestivals (EYOF).
Präsident der Europäischen Olympischen Komitees war von 2006 bis 2016 der Präsident des irischen NOK und Mitglied des IOC, Patrick Hickey. Am 17. August 2016 legte Hickey alle olympischen Ämter nieder, nachdem er während der Olympischen Spiele in Rio de Janeiro unter dem Verdacht festgenommen worden war, an illegalem Handel mit Eintrittskarten beteiligt gewesen zu sein. Den nicht legitimierten Sportfunktionären wie Hickey wurde vorgeworfen, mit den Spielen in Aserbaidschan und Belarus Propaganda für Diktatoren zu veranstalten. Zahlreiche Menschenrechtler wurden vor und nach den Spielen verhaftet.

## Mitglieder
| Nation                  | Kürzel | Nationales Olympisches Komitee                              | Gründung |
| ----------------------- | ------ | ----------------------------------------------------------- | -------- |
| Albanien                | ALB    | Komiteti Olimpik Kombëtar Shqiptar                          | 1958     |
| Andorra                 | AND    | Comitè Olímpic Andorrà                                      | 1971     |
| Armenien                | ARM    | Nationales Olympisches Komitee Armeniens                    | 1990     |
| Aserbaidschan           | AZE    | Nationales Olympisches Komitee Aserbaidschans               | 1992     |
| Belarus                 | BLR    | Nationales Olympisches Komitee der Republik Belarus         | 1991     |
| Belgien                 | BEL    | Belgisches Olympisches und Interföderales Komitee           | 1906     |
| Bosnien und Herzegowina | BIH    | Olimpijski Komitet Bosne i Hercegovine                      | 1992     |
| Bulgarien               | BUL    | Balgarski Olimpiyski Komitet                                | 1923     |
| Dänemark                | DEN    | Danmarks Idrætsforbund                                      | 1905     |
| Deutschland             | GER    | Deutscher Olympischer Sportbund                             | 1895     |
| Estland                 | EST    | Eesti Olümpiakomitee                                        | 1923     |
| Finnland                | FIN    | Suomen Olympiakomitea                                       | 1907     |
| Frankreich              | FRA    | Comité National Olympique et Sportif Français               | 1894     |
| Georgien                | GEO    | Georgisches Nationales Olympisches Komitee                  | 1989     |
| Griechenland            | GRE    | Elliniki Olympiaki Epitropi                                 | 1894     |
| Irland                  | IRL    | Olympic Federation of Ireland                               | 1922     |
| Island                  | ISL    | Íþrótta- og Ólympíusamband Íslands                          | 1921     |
| Israel                  | ISR    | Olympic Committee of Israel                                 | 1933     |
| Italien                 | ITA    | Comitato Olimpico Nazionale Italiano                        | 1908     |
| Kosovo                  | KOS    | Komiteti Olimpik i Kosovës                                  | 1992     |
| Kroatien                | CRO    | Hrvatski olimpijski odbor                                   | 1991     |
| Lettland                | LAT    | Latvijas Olimpiskā Komiteja                                 | 1922     |
| Liechtenstein           | LIE    | Liechtensteinischer Olympischer Sportverband                | 1935     |
| Litauen                 | LTU    | Lietuvos tautinis olimpinis komitetas                       | 1922     |
| Luxemburg               | LUX    | Comité Olympique et Sportif Luxembourgeois                  | 1912     |
| Malta                   | MLT    | Malta Olympic Committee                                     | 1928     |
| Moldau                  | MDA    | Comitetul Național Olimpic și Sportiv din Republica Moldova | 1991     |
| Monaco                  | MON    | Comité Olympique Monégasque                                 | 1907     |
| Montenegro              | MNE    | Crnogorski olimpijski komitet                               | 2006     |
| Niederlande             | NED    | Nederlands Olympisch Comité*Nederlandse Sport Federatie     | 1912     |
| Nordmazedonien          | MKD    | Makedonski Olimpiski Komitet                                | 1992     |
| Norwegen                | NOR    | Norges idrettsforbund og olympiske og paralympiske komité   | 1900     |
| Österreich              | AUT    | Österreichisches Olympisches Comité                         | 1908     |
| Polen                   | POL    | Polski Komitet Olimpijski                                   | 1919     |
| Portugal                | POR    | Comité Olímpico de Portugal                                 | 1909     |
| Rumänien                | ROU    | Comitetul Olimpic și Sportiv Român                          | 1914     |
| Russland                | RUS    | Olimpijski komitet Rossii                                   | 1911     |
| San Marino              | SMR    | Comitato Olimpico Nazionale Sammarinese                     | 1959     |
| Schweden                | SWE    | Sveriges Olympiska Kommitté                                 | 1913     |
| Schweiz                 | SUI    | Swiss Olympic Association                                   | 1912     |
| Serbien                 | SRB    | Olimpijski Komitet Srbije                                   | 1910     |
| Slowakei                | SVK    | Slovenský olympijský a športový výbor                       | 1992     |
| Slowenien               | SLO    | Olimpijski komite Slovenije                                 | 1991     |
| Spanien                 | ESP    | Comité Olímpico Español                                     | 1912     |
| Türkei                  | TUR    | Türkiye Milli Olimpiyat Komitesi                            | 1908     |
| Tschechische Republik   | CZE    | Český olympijský výbor                                      | 1899     |
| Ungarn                  | HUN    | Magyar Olimpiai Bizottság                                   | 1895     |
| Ukraine                 | UKR    | Nationales Olympisches Komitee der Ukraine                  | 1990     |
| Vereinigtes Königreich  | GBR    | British Olympic Association                                 | 1905     |
| Zypern                  | CYP    | Zyprisches Olympisches Komitee                              | 1974     |

## Auszeichnungen

### EOC Order of Merit
Der EOC Order of Merit wurde 1995 eingeführt und seitdem jährlich im November im Rahmen der EOC-Generalversammlung vergeben.
- 1995 – Claude Collard
- 1997 – Raymond Gafner und Marc Hodler (Schweiz)
- 2000 – Aleksander Kwaśniewski, Präsident Polens
- 2004 – Jacques Rogge, IOC-Präsident
- 2013 – Olafur Rafnsson
- 2014 – Thomas Bach, deutscher Jurist und Sportfunktionär
- 2016 – Mehriban Əliyeva, aserbaidschanische Politikerin[8]
- 2017 – Zlatko Mateša, Präsident des kroatischen Olympischen Komitees (COO)[9]

### European Olympic Laurel Award
Dieser Preis wurde 2007 begründet und er wird jährlich im November im Rahmen der EOC-Generalversammlung vergeben.
- 2013 – Togay Bayatli, Josef Eberle (Liechtenstein), Waleri Kuwajew, Vasco Lynce, Emsar Senaischwili[11]
- 2014 – Gudrun Doll-Tepper, deutsche Sportwissenschaftlerin, Inklusionspädagogin und Sportfunktionärin
- 2016 – Switlana Saidowa (Ukraine)[12]

### Piotr-Nurowski-Preis
Seit 2011 wird vom Europäischen Olympischen Komitee jährlich im November im Rahmen der EOC-Generalversammlung der Piotr-Nurowski-Preis an europäische Nachwuchsathleten, die das 19. Lebensjahr noch nicht abgeschlossen haben (Stichtag jeweils 31. Dezember) vergeben. Er wurde im Gedenken an den 2010 bei einem Flugzeugunglück tödlich verunfallten polnischen Sportfunktionär und Präsidenten des Polnischen Olympischen Komitees Piotr Nurowski gestiftet.
Es wird dabei neben der sportlichen Leistung auch das Auftreten und Fair Play der Athleten berücksichtigt. Seit 2016 wird auch jährlich im Mai eine zweite Auszeichnung an Athleten im Bereich Wintersport vergeben.
Der Preis für die fünf nominierten Athleten ist mit einer Auszeichnung und einer Prämie dotiert. Der Sieger erhält 12.000 Euro, der Zweitplatzierte 8000 Euro, der Drittplatzierte 5000 Euro und der Viert- und Fünftplatzierte je 3000 Euro.
Preisträger
| Jahr | Kategorie   | SiegerIn                                               | Nominiert                                                                                   |
| ---- | ----------- | ------------------------------------------------------ | ------------------------------------------------------------------------------------------- |
| 2024 | Wintersport | Minja Korhonen (* 2007), nordische Kombiniererin       | Antonin Guy, Julia Tannheimer, Stephan Embacher, Zak Carrick-Smith                          |
| 2024 | Sommersport |                                                        |                                                                                             |
| 2023 | Wintersport | Nela Lopušanová (* 2008), Eishockeyspielerin           | Oleksandra Merkuschyna, Mia Brookes, Erik Canovi, Nina Pinzarrone                           |
| 2023 | Sommersport | Darja Varfolomeev (* 2006), rhythmische Sportgymnastin | Kuzey Tunçelli, Patricia Tomankova, Kirill Boliukh, Sarah Chaâri                            |
| 2022 | Wintersport | Nika Prevc (* 2005), Skispringerin                     | Juraj Slafkovský, Leon Ulbricht, Victoria Olivier, Lorenzo Previtali                        |
| 2022 | Sommersport | Angelina Topić (* 2005), Leichtathletin                | Andrea Spendolini-Sirieix, Filippo Bertoni, Sofia Dalidou, Daria Atamanov                   |
| 2021 | Wintersport | Lena Repinc (* 2003), Biathletin                       | Evy Poppe, Zrinka Ljutić, Henry Sildaru, Kirsty Muir                                        |
| 2021 | Sommersport | David Popovici (* 2004), Schwimmer                     | Adriana Vilagoš, Adriana Cerezo, Sky Brown, Wiktorija Listunowa                             |
| 2020 | Wintersport | Linda Zingerle (* 2002), Biathletin                    | Lisa Hirner, Matěj Švancer, Gints Bērziņš, Jessica Degenhardt                               |
| 2020 | Sommersport | nicht vergeben wegen COVID-19-Pandemie                 | nicht vergeben wegen COVID-19-Pandemie                                                      |
| 2019 | Wintersport | Alexandra Trussowa (* 2004), Eiskunstläuferin          | Magdalena Egger, Petra Rusnáková, Attila Talabos, Annika Morgan                             |
| 2019 | Sommersport | Jaroslawa Mahutschich (* 2001), Leichtathletin         | Franko Grgić, Giorgia Villa, Madis Mihkels, Liza Pusztai                                    |
| 2018 | Wintersport | Camille Bened (* 2000), Biathletin                     | Jennie-Lee Burmansson (2.), Karolina Bosiek (3.), Annika Hocke (4.), Peter Murphy (4.)      |
| 2018 | Sommersport | Laura Stigger (* 2000), Radsportlerin                  | Anja Kesely (2.), Eva Alina Hočevar (2.), Iga Świątek (4.), Jakub Šťastný (4.)              |
| 2017 | Wintersport | Kelly Sildaru (* 2002), Freestyle-Skierin              | Birk Ruud (2.), Nika Križnar (3.), Kamila Stormowska (4.), Alex Vinatzer (5.)               |
| 2017 | Sommersport | Letizia Paternoster (* 1999), Radsportlerin            | Reka Nagy, Dimitrios Papadimitriou, Mihraç Akkuş, Filip Nepejchal                           |
| 2016 | Wintersport | Chrystyna Dmytrenko (* 1999), Biathletin               | Bor Pavlovčič (2.), Manuel Traninger (3.), Madi Rowlands (4.), Felix Schwarz (5.)           |
| 2016 | Sommersport | Emmanouil Karalis (* 1999), Hochspringer               | Amy Tinkler, Nadseja Makartschanka, Alexandra Emilianov                                     |
| 2015 |             | Jiří Janošek (* 1997), Radsportler                     | Jana Kudrjawzewa (2.), Luke Greenbank (3), Jakub Grigar (4.), Jessica Tiebel (5.)           |
| 2014 |             | Simone Sabbioni (* 1996), Schwimmer                    | Giarnni Regini-Moran, Liliána Szilágyi, Serghei Tarnovschi, Adelina Sotnikowa               |
| 2013 |             | Ana Konjuh (* 1997), Tennisspielerin                   | Rūta Meilutytė, Cene Prevc, Apostolos Christou, Abbie Wood                                  |
| 2012 |             | Rūta Meilutytė (* 1997), Schwimmerin                   | Larisa Iordache (2.), Marco Schwarz (3.), Charlotte Bonnet (4.), Oleh Stepko (5.)           |
| 2011 |             | Tobiasz Lis (* 1995), Radsportler                      | Laura Dahlmeier (2.), Tom Daley (3.), Brigita Matic (4.), Simon Brus (5.), Didac Salas (6.) |

Von 2011 bis 2015 wurde nicht nach Sommer- und Wintersport unterschieden.

## Ehemalige Logos